# Grande mosquée des Omeyyades
Pour la Mosquée des Omeyyades d'Alep, voir Grande Mosquée d'Alep.
La grande mosquée des Omeyyades de Damas, construite entre 706 et 715, est un édifice religieux musulman bâti par le calife omeyyade Al Walid Ier.

## Histoire

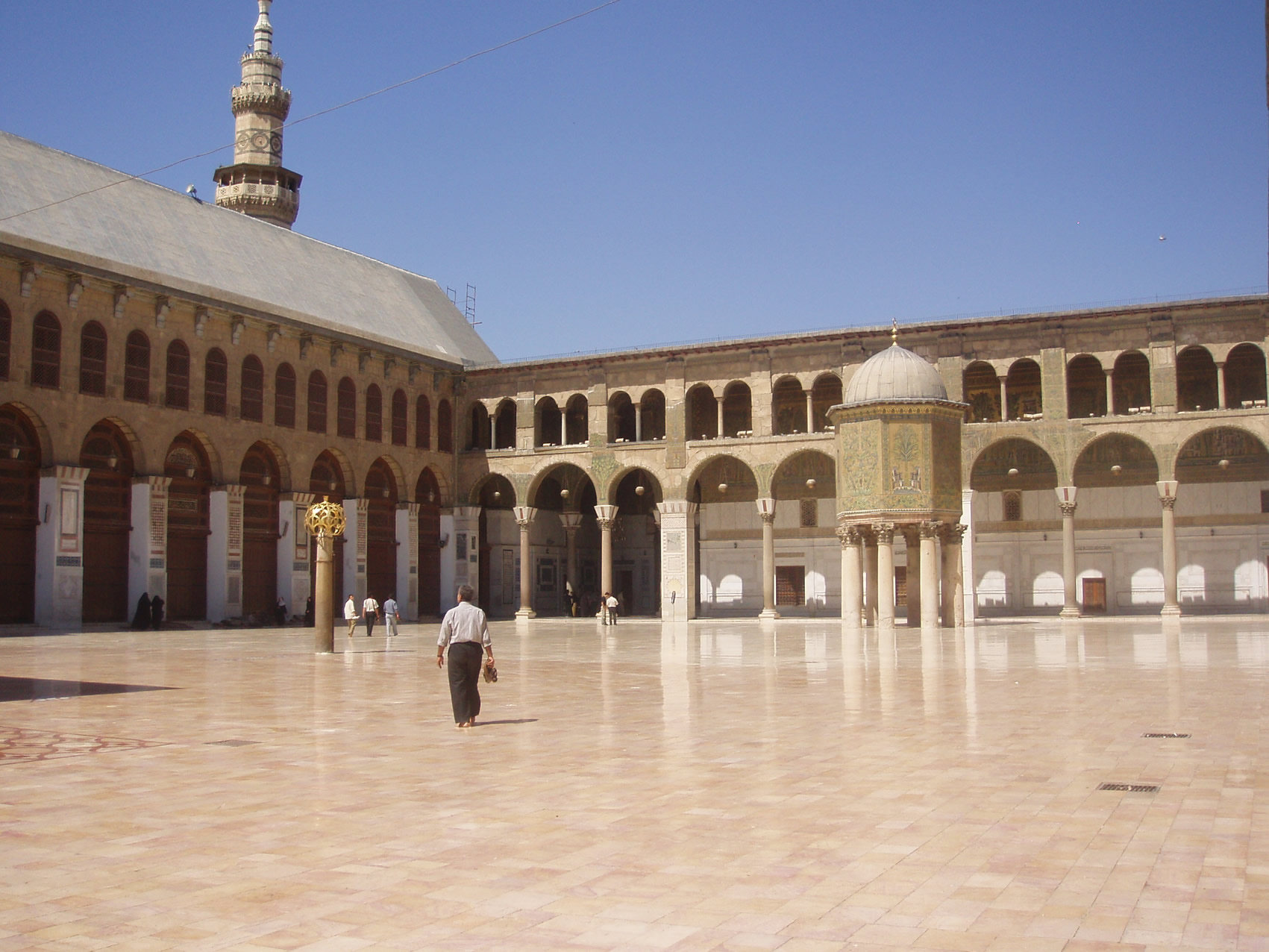
La sahn de la mosquée des Omeyyades.

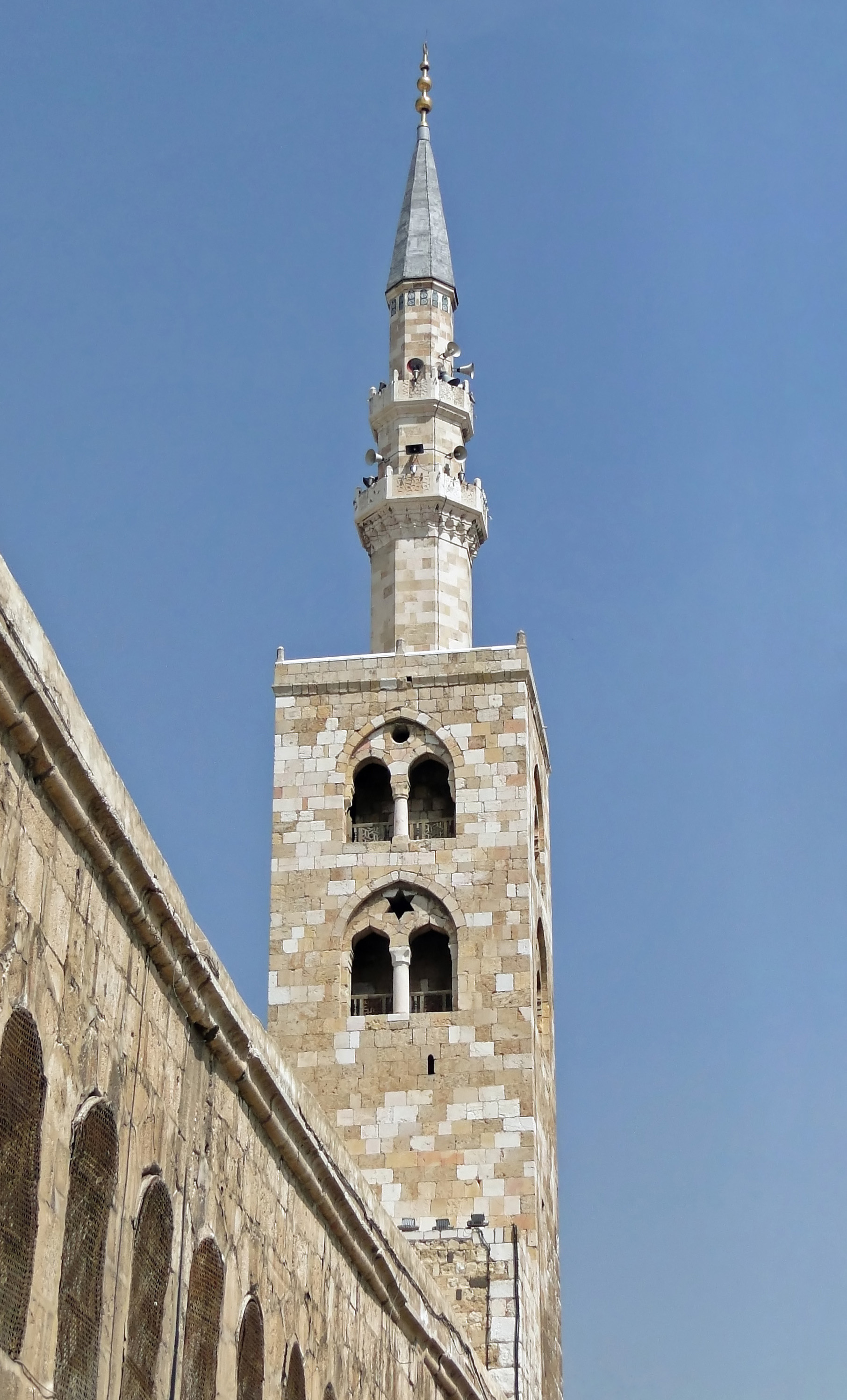
Le minaret de Jésus.

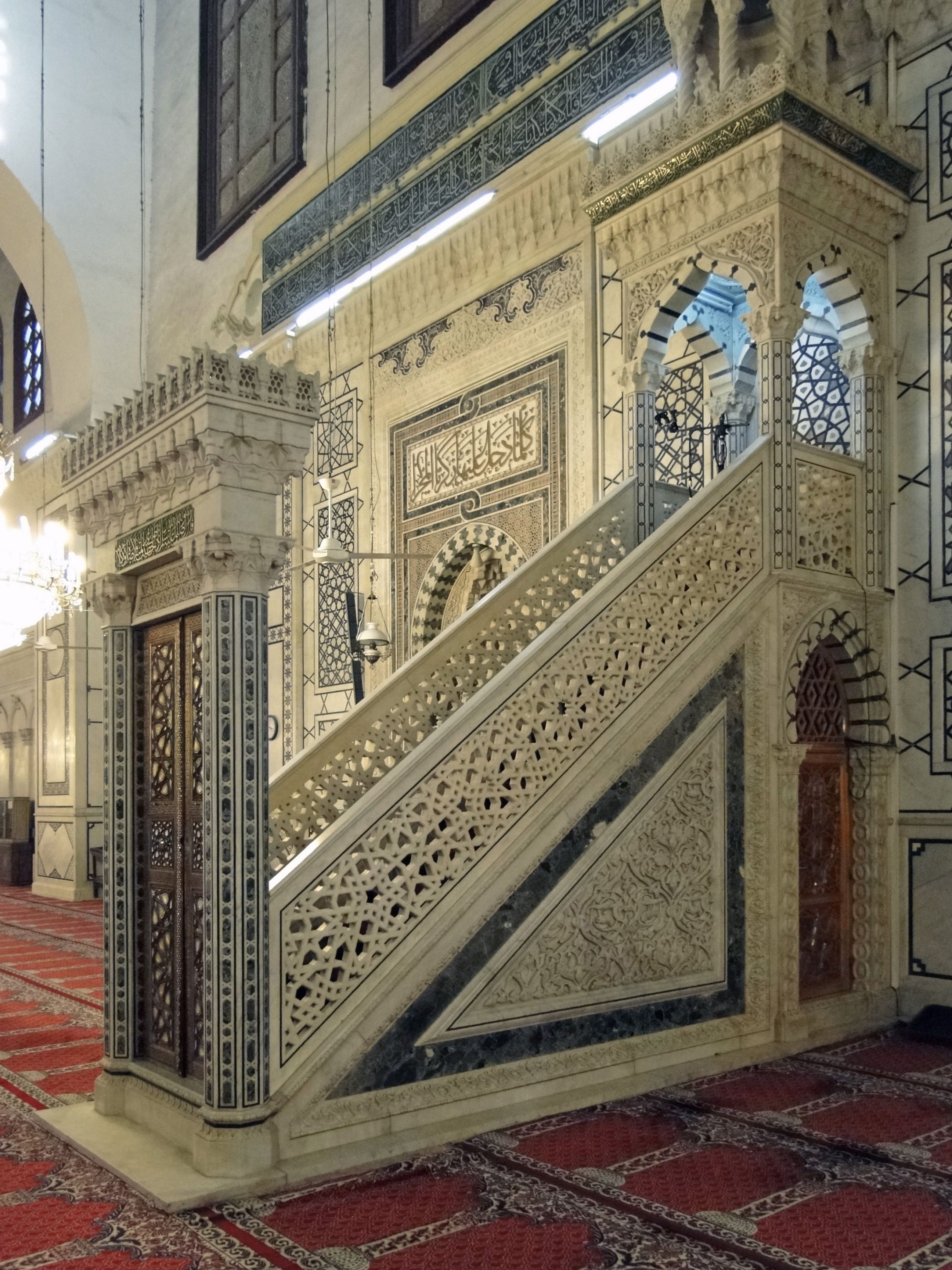
Le minbar de la mosquée.

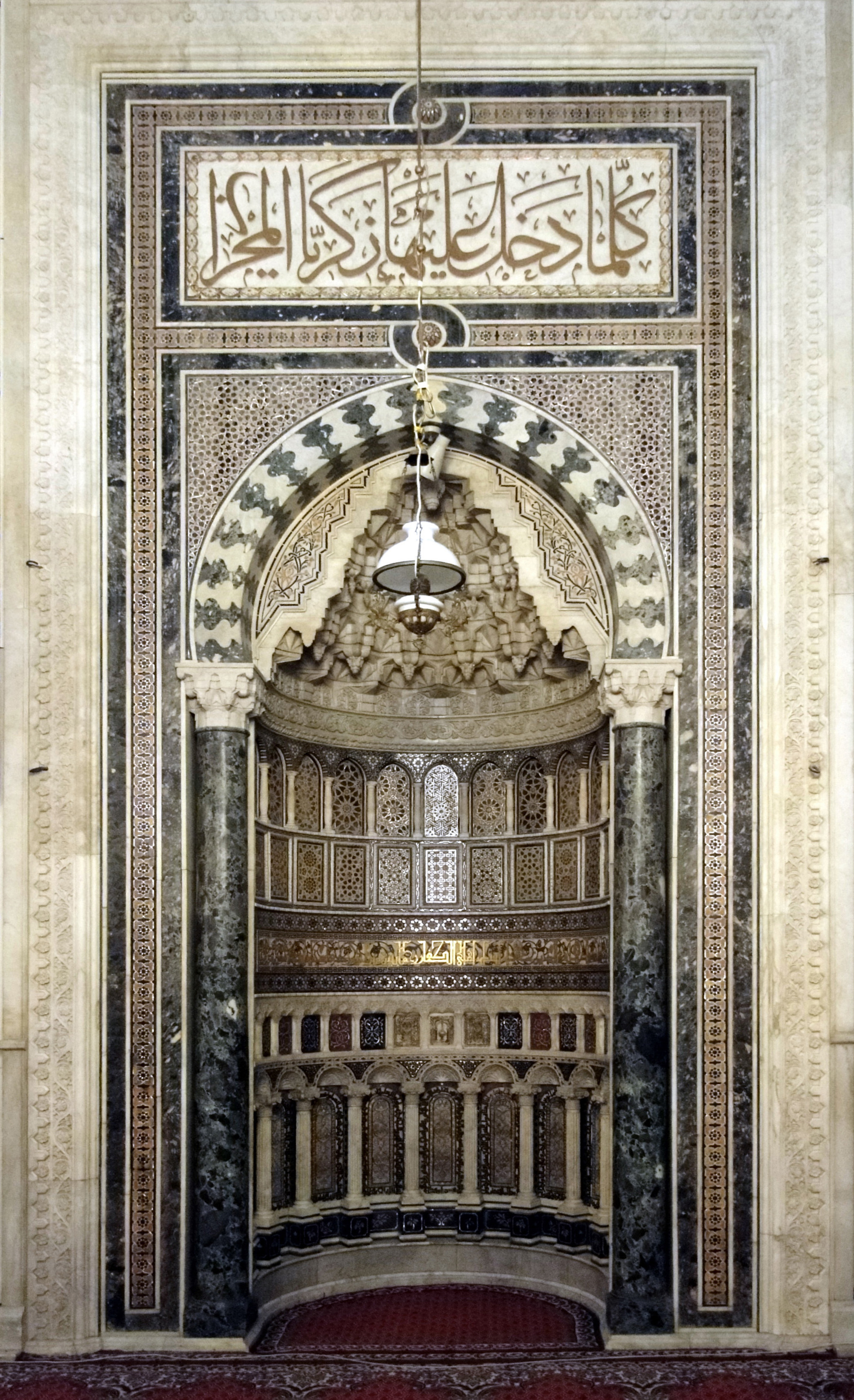
Le mihrab principal.

La mosquée fut construite au VIIIe siècle (entre 706 et 715) sur l'emplacement d'une basilique paléochrétienne.

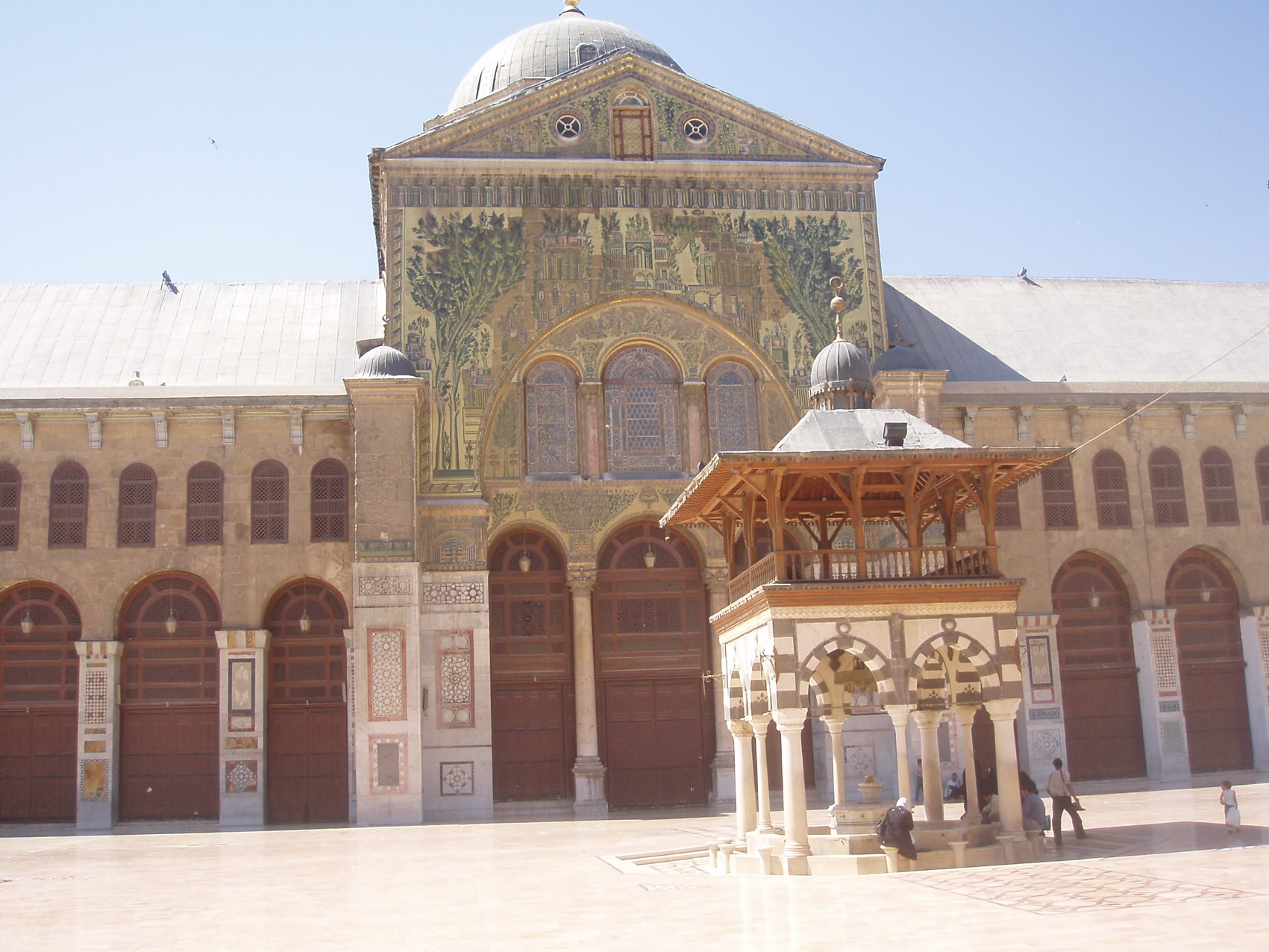
La fontaine et la salle des prières en arrière-plan.

### Emplacement
Cette mosquée fut édifiée dans la vieille ville romaine de Damas devenue capitale de l'Empire omeyyade, près des deux axes principaux de la ville qui dataient de l'époque romaine : le cardo et le decumanus. Elle se situe à l'emplacement de l'ancienne église Saint Jean le Baptiste (IVe siècle), elle-même construite sur un ancien téménos romain dédié à Jupiter.
Le temple romain est encore présent dans la mosquée sous la forme de certains murs, des propylées à l'est et des tours d'angle devenues des minarets. Par contre, la basilique Saint-Jean-Baptiste, édifice de petite taille, fut en grande partie démolie pour gagner de l'espace, excepté un clocher devenu minaret et certains murs extérieurs conservés de l'édifice ancien. Cette démolition n'est intervenue qu'après l'achat de l'église par le pouvoir musulman vers 664. 
Un palais de la période omeyyade a été découvert à proximité de la mosquée lors de fouilles archéologiques.

### La construction originale et les restaurations successives
C'est à la demande d'Al-Walid Ier que fut édifiée la nouvelle mosquée, entre 706 et 715. La mosquée a un aspect monumental qui s'explique en partie par le contexte historique de l'époque du calife : l'augmentation du nombre de musulmans à Damas rend nécessaire la construction d'un édifice ayant une capacité d'accueil importante. De plus, il faut rivaliser avec les églises de Syrie afin d’affirmer la place grandissante de l’islam.
Néanmoins, son histoire fut pour le moins tourmentée, et son état actuel, s'il semble assez bien respecter la disposition originale, ne contient presque plus rien d'omeyyade. 
La mosquée subit en effet une série de catastrophes : un premier incendie en 1069, suivi d'autres en 1166 et 1174, amena les Ayyoubides à procéder à une série de restaurations ; puis la conquête  mongole de Tamerlan (1401) poussa à un nouveau travail de restauration par les Mamelouks, notamment sur le minaret ouest. En 1759, un tremblement de terre mit à mal le portique autour de la cour, avant qu'un nouvel incendie ne ravage le bâtiment, un siècle et demi plus tard, en 1893, et ne détruise la quasi-totalité des mosaïques. 
La mosquée des Omeyyades ne conserve donc plus beaucoup d'éléments originaux, mais on pense[réf. nécessaire] que mis à part les plafonds, et sans doute les coupoles, elle a été volontairement, pendant les nombreuses restaurations, gardée dans son état initial. Il s'agirait donc encore plus ou moins d'un bâtiment de style omeyyade.

### La mosquée dans les sources
La grande mosquée a souvent été mentionnée dans les sources historiques, mais très peu au début de son existence. Son état originel reste donc encore méconnu. Quatre historiens musulmans nous en ont livré des descriptions détaillées : 
- Istakhri, qui sera repris par al-Idrissi ;
- al-Muqadassi (al-Maqdisi), à la fin du Xe siècle, en particulier pour les mosaïques ;
- Ibn Jubayr, vers 1170[5] ;
- Ibn Battuta au XIIIe siècle

Il existe aussi des photos du bâtiment datant d'avant le grand incendie de 1893. On les doit principalement à Albert Khan, philanthrope français à qui l’on doit les Archives de la planète, un des plus importants fonds iconographiques. Des historiens de l’art et de l’architecture islamique participent également à cette documentation à l’exemple de K.A.C Creswell. L’Institut Français du Proche Orient possède également une grande collection de photographies sur la redécouverte des mosaïques en 1928. 
Dans l'historiographie contemporaine, la mosquée de Damas tient une grande place, notamment dans les ouvrages fondamentaux de Creswell et Golvin Toutefois, c'est Tiersch qui est le premier à considérer la grande mosquée de Damas comme une œuvre « purement musulmane ».

### À l'époque contemporaine
En 1929 (mandat français en Syrie), la mosquée est restaurée.

## Architecture
Décor architecturale : marbre de couleur , mosaïques à fond d'or et d'argent ,nacre, bronze moulé

## Plan intérieur et exterieur

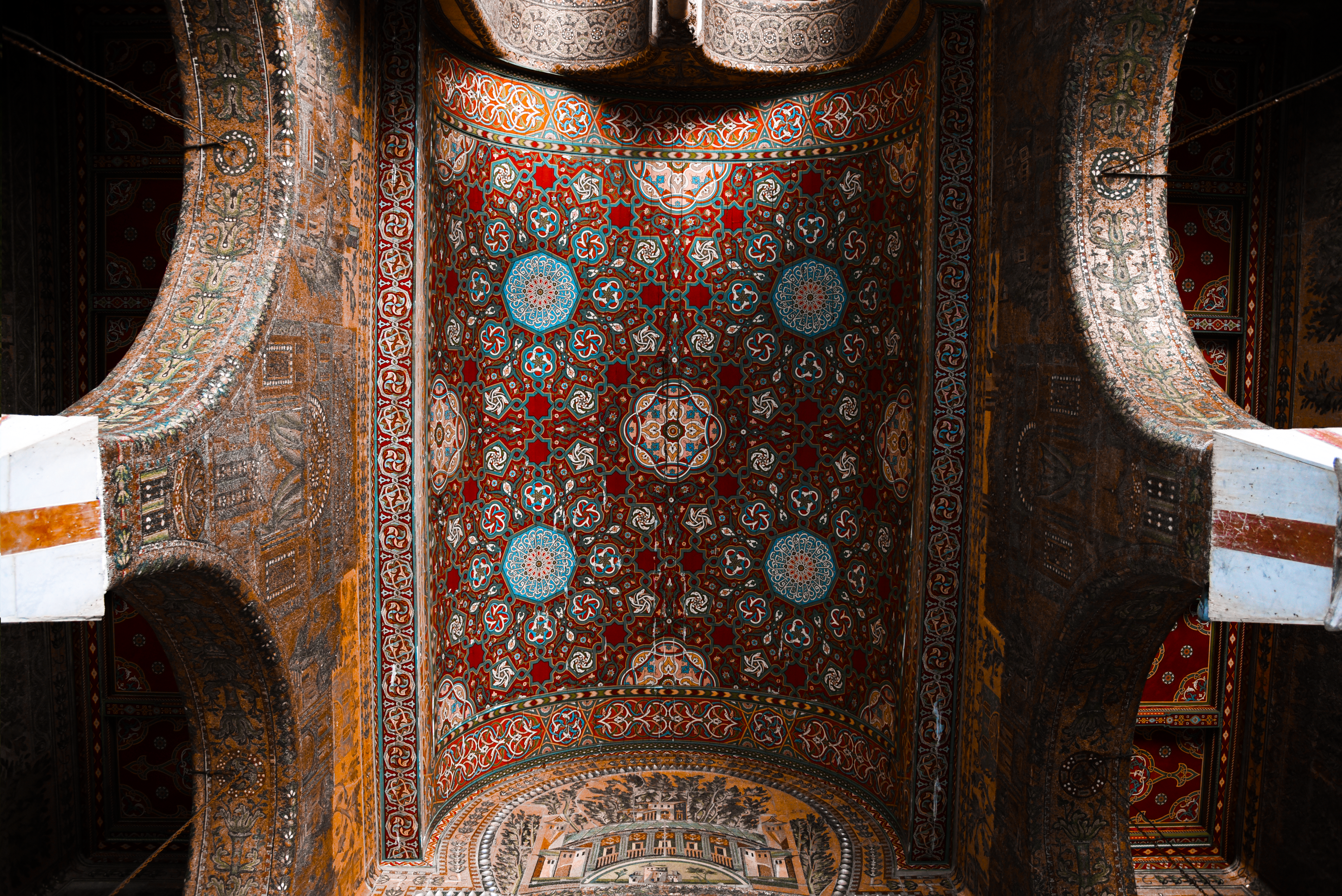
Le plafond d'une des entrées de la mosquée (2019).

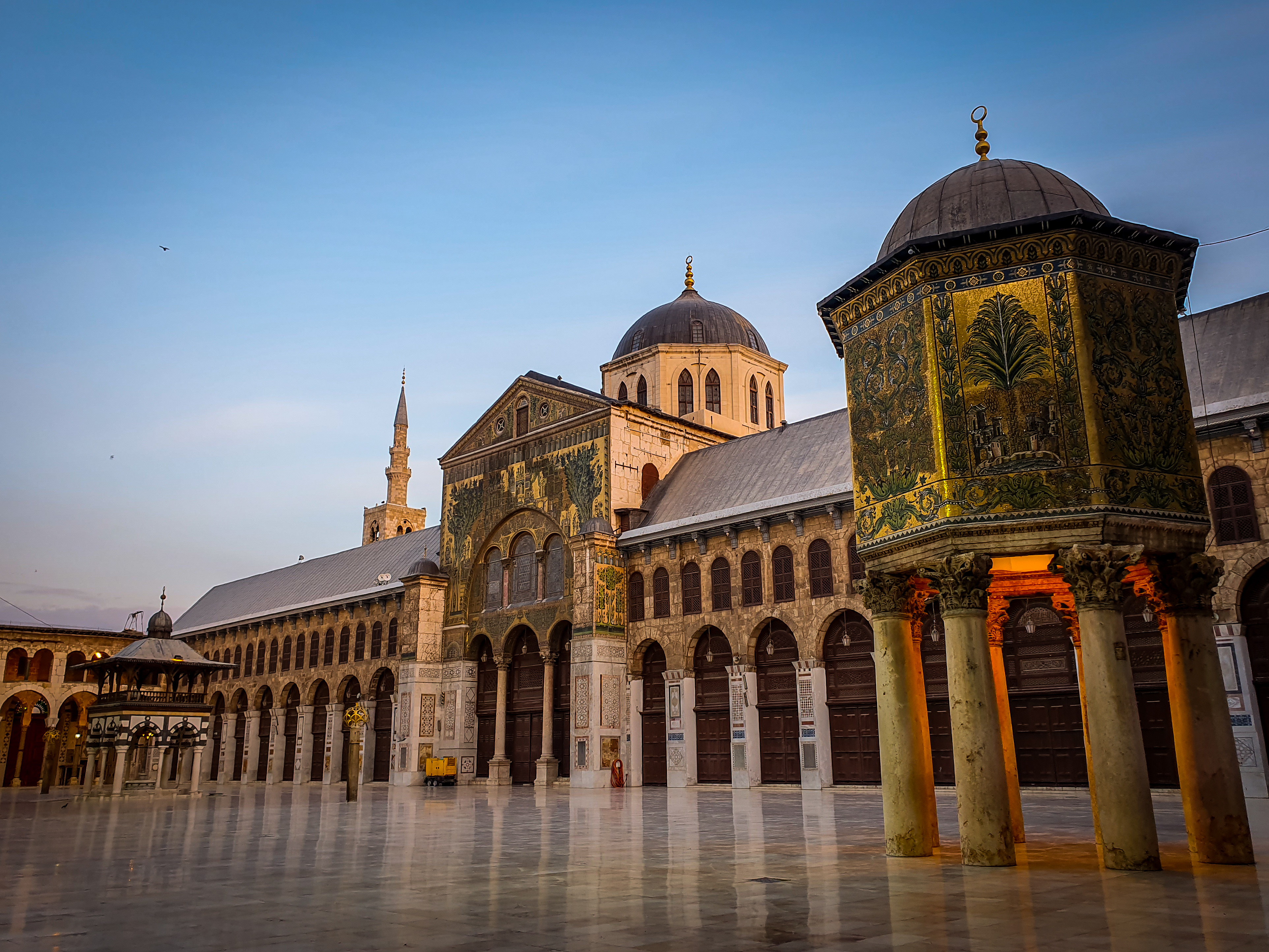
La cour de la grande mosquée (2019).

La mosquée est un exemple typique du plan arabe. Elle s'inscrit dans les limites du téménos romain : un grand rectangle, de 157 mètres sur 100. Cet espace est divisé en deux parties : une cour (sahn) de 122 × 50 mètres, bordée d'un portique sur trois côtés, et une salle de prière barlongue de très grandes dimensions divisée en trois nefs parallèles au mur de la qibla. Celui-ci comporte quatre mihrab ; le mihrab central est magnifié par un transept plus haut et plus large. 
Trois entrées permettent l'accès : celles de l'ouest et de l'est (respectivement Bâb al-Barid et Bâb Jayrun) sont antiques, celle du nord (Bâb al-Faradis : « porte du paradis ») est située à l'emplacement de la porte romaine, mais elle a été remodelée lors de la construction. La quatrième porte pré-islamique, au sud, a été murée afin de disposer d'un mur de la qibla plein. Dans la cour se trouvent une fontaine à ablutions et, dans la partie ouest, un édicule couramment dénommé « trésor », dont l'utilisation est très discutée par les historiens. Certains indiquent qu’il contenait le trésor public. Trois minarets sont élevés sur les tours carrées romaines : deux aux angles du mur de la qibla, le troisième au-dessus de la porte, au milieu de la façade opposée.

### Élévation
Sur ses côtés nord et sud, le riwâk (arcade) est actuellement constitué uniquement de piliers de section carrée, mais il est probable qu'à l'origine, deux colonnes alternaient avec un pilier, comme c'est encore le cas sur les côtés est et ouest. Dans la salle de prière, des colonnes sont utilisées ; elles sont pour la plupart des remplois romains, provenant notamment des rues à portiques avoisinantes. On y trouve aussi quatre gros piliers qui soutiennent la coupole. 
Les colonnes de la salle de prière supportent une arcature qui est elle-même surmontée d'un étage à claire-voie permettant à la fois de rehausser le toit et de donner aux supports plus de transparence. Des éléments du téménos romain ont été conservés pour les murs extérieurs de la mosquée, qui ont toutefois été rehaussés, comme le montre une nette différence dans l'appareillage. Le mur de qibla est percé en hauteur de petites fenêtres cintrées qui permettent à la lumière de pénétrer dans la salle de prière.

### Couvrement
La salle de prière est actuellement couverte par une charpente soutenant un toit en bâtière, c’est-à-dire à double pente. L'organisation tripartite de ce couvrement met en valeur la disposition interne à trois nefs. Par contre, le fait que des fenêtres en partie supérieure des murs (notamment du mur de qibla) aient été coupées montre que la pente des toits a dû être retouchée, sans doute lors de l'une des reconstructions dues aux incendies. En effet, la charpente étant en bois, c'est cet élément qui est le plus fréquemment détruit lors de feux.
Une coupole surmonte également le transept. On sait qu'il en existait déjà une, sans doute en bois, avant l'incendie de 1069, car elle est mentionnée par Nâbigha ash Shaibâni (mort en 742-743), poète de cour du calife al-Walid Ier et de ses successeurs, et par l'historien al-Muqqadasi (al-Maqdisi). La comparaison avec le dôme de la mosquée Ibn Touloun permet de supposer qu'elle était montée sur des poutres en forme de croix. Le dôme actuel, dit dôme de l'aigle, n'a été construit que sous Malik Shah (1082-1083).

## Décoration
Le décor le plus remarquable à Damas est constitué par les mosaïques de verre à fond d'or de style byzantin qui recouvrent en grande partie les murs. Néanmoins, outre le fait que ces mosaïques sont pour la plupart des reconstitutions, en raison des dommages causés par l'incendie de 1893, elles ne sont pas les seules composantes d'une décoration qui comprend aussi beaucoup de bois sculpté (charpente, entraits, portes à vantaux, maqsura, etc.), et des revêtements de marbre blanc sur les murs et le sol. Six grilles de marbre à motifs géométriques sont également conservées. Il fallait aussi compter avec des peintures, actuellement disparues, et sans doute des apports de bronze (lustres et feuillets recouvrant le bois, comme au dôme du Rocher), qui n'existent plus non plus. 

### Les mosaïques

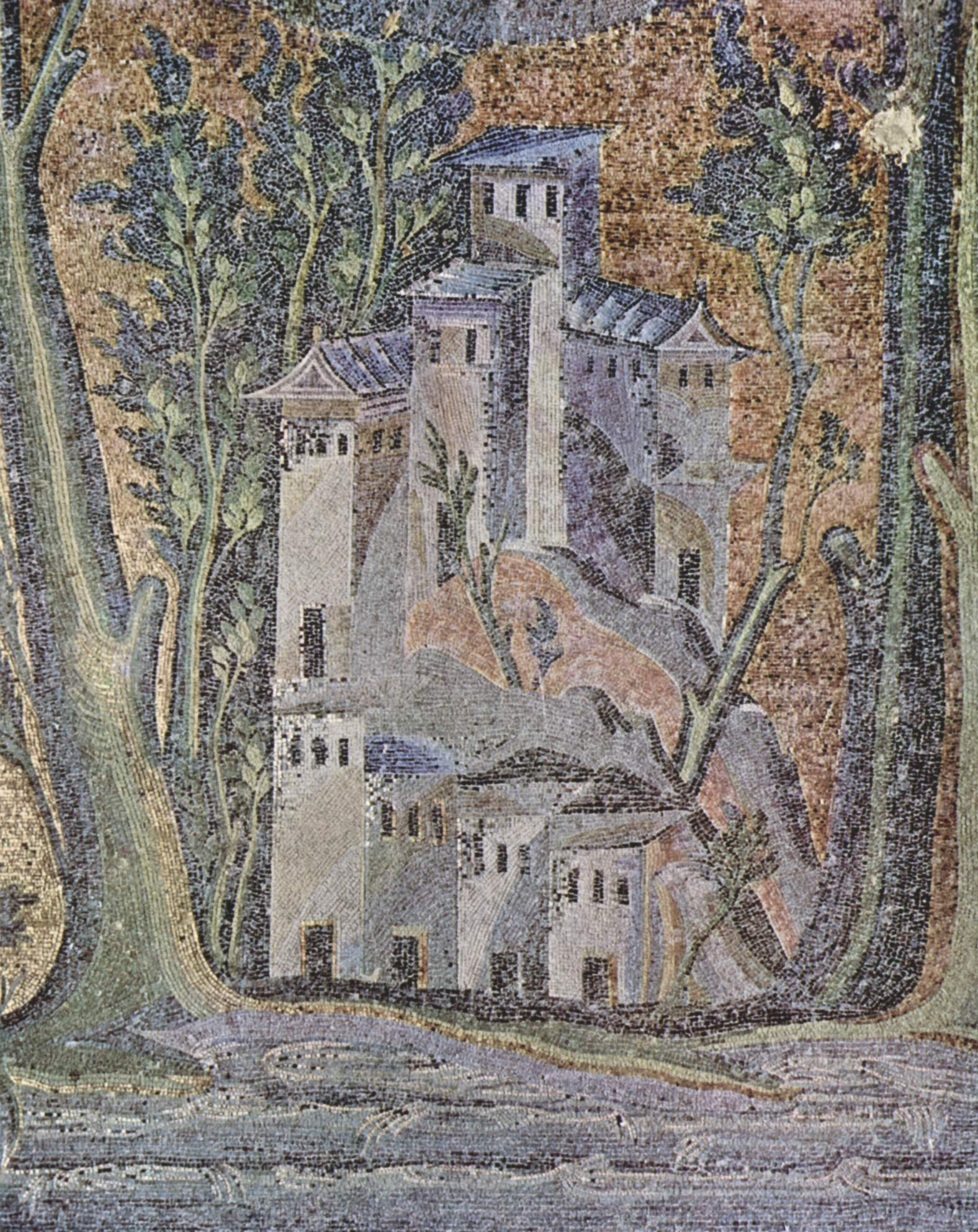
Mosaïque de la grande mosquée des Omeyyades, 705-715, in situ.

Les mosaïques s'étendaient autrefois sur toutes les parties hautes de la mosquée, dans la cour et le haram, créant une couverture qui commençait juste au-dessus des panneaux de marbre. 
Après l'incendie de 1893 et jusque  1926, on a pu penser que l'ensemble des mosaïques étaient perdues, celles-ci ayant été dissimulées sous un enduit durant l'époque ottomane. On les trouve aujourd'hui dans le vestibule est, sur une large surface de la face nord du transept, sur les arcs du riwaq (arcade). Mais le panneau le plus célèbre est le panorama de la rivière Barada, mis au jour en 1928 sur le portique ouest par Victor Eustache de Lorey (1875-1953), directeur de l'Institut français d'études musulmanes à Damas et Lucien Cavro (1905-1973), architecte. Le panneau mesure 34,5 mètres de long pour 7 mètres de haut. Il est actuellement toujours conservé in-situ mais il a été recopié grandeur nature entre 1928 et 1929 par trois artistes syriens peu après sa découverte, Fehmi Kabbani, Kamal Kallas et Nazmi Khair, tous trois élèves de l'École des arts arabes modernes créée par de Lorey. Les neuf relevés effectués se trouvent au musée du Louvre, les parties du panneau étant présentées en alternance au niveau haut du département des Arts de l'Islam,. 
Ces mosaïques ont été réalisées dans le style de l'art byzantin, très répandu dans les basiliques et les églises chrétiennes au Proche-Orient avant l'Islam, et il devait probablement déjà y en avoir dans la cathédrale Saint Jean qui précédait la présente mosquée. Elles ont été créées par des artisans byzantins engagées par les Omeyyades,. Elles sont cependant adaptées aux règles de l'Islam par l’absence de figuration humaine ou animale.
Il y a une certaine naïveté dans le traitement, malgré les emprunts à la tradition classique dans nombre de motifs (acanthes, vases jaillissant, cornes d'abondance, arbres traités de manière réaliste), qui existaient déjà au dôme du Rocher. Par contre la référence au monde sassanide est ici inexistante. 
Selon Richard Ettinghausen, le thème dominant et nouveau est celui de l'architecture. On trouve ainsi représentés des palais (architectures riches à étage), des maisons, assemblées comme dans un village, et des constructions uniques, un hippodrome, un portail à ciel ouvert. Cette iconographie pacifique (sans fortification) servirait à montrer l'étendue du dar al-islam. 
Une autre lecture peut être menée[réf. nécessaire] , par comparaison avec les mosaïques à visée eschatologique de la grande mosquée de Médine, réalisées dans la même technique et les mêmes tons. Les arbres seraient alors une référence au paradis tel que présenté dans la religion musulmane, comme un vaste jardin, les perles pourraient être une référence aux houris. De plus, ces mosaïques sont marquées par la tradition chrétienne, parce qu'elles ont été réalisées dans un lieu à majorité chrétienne, et par des artisans byzantins. Les arbres prennent plus ou moins la place des martyrs, tels qu'on les trouve sur les mosaïques chrétiennes de la rotonde de Saint-Georges de Thessalonique, par exemple. On peut donc construire tout un faisceau de références eschatologiques ou paradisiaque à partir de ces décors, références que mentionne également Al-Maqdisi.

## Tombeaux et reliques

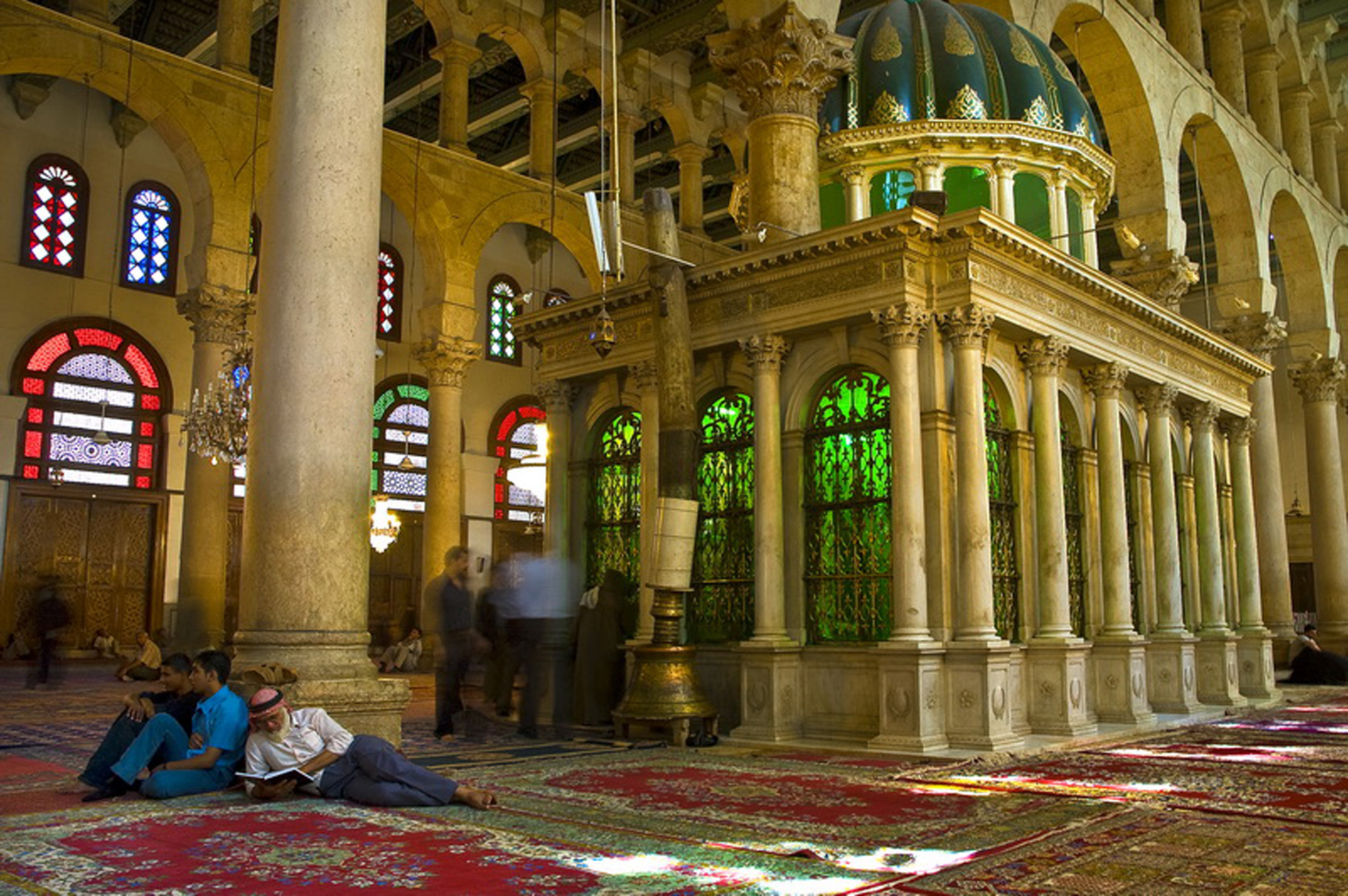
Le monument des reliques du prophète Yahyâ ibn Zakariya, Saint Jean le Baptiste.

- Reliquaire du chef de Saint Jean le Baptiste, connu dans l'Islam comme le prophète Yahyâ ibn Zakariya (c'est-à-dire Jean fils de Zacharie).
- Dans une salle attenante au portique est, la salle de Hussein (mashhad al-Hussein) abrite un reliquaire dans lequel se trouve le chef du fils d'Ali. C'est un lieu de pèlerinage important pour les chiites[16].
- Restes du prophète Jonas[réf. nécessaire]

## Autres
Par ses dimensions (157 × 77 m), cet édifice était alors[Quand ?] le plus grand bâtiment du monde musulman et servit de modèle à toutes les autres mosquées de l'Empire.
La décoration est une mosaïque datant du VIIIe siècle. Il s'agit d'une œuvre byzantine. On y lit deux thèmes :
- sur l'édifice en pierre, une représentation du monde « pacifié » et islamisé ;
- sur les décors floraux, une vision omeyyade de la ville idéale.

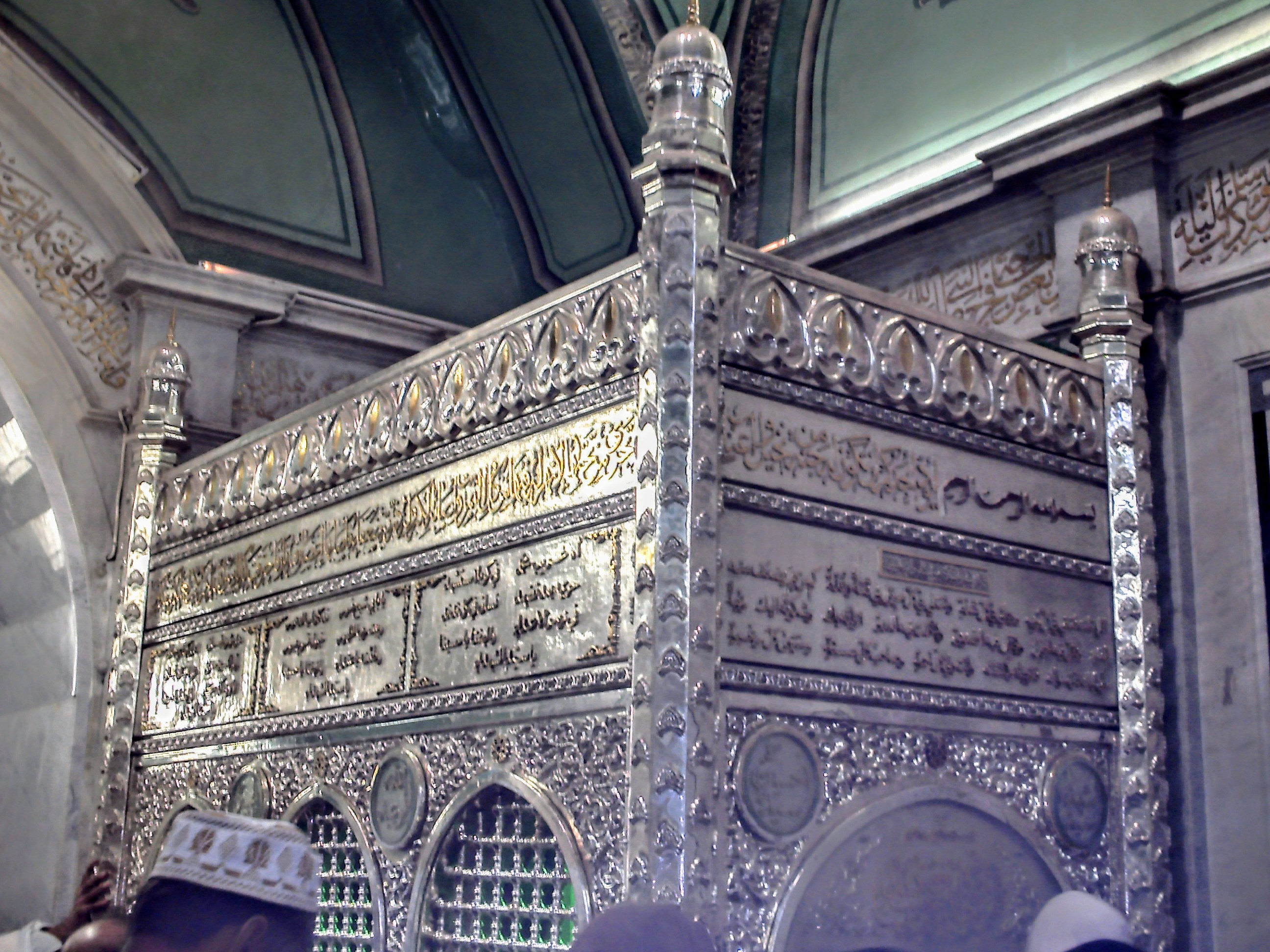
Reliquaire en argent contenant la tête de l'Imam Hussein.

La mosquée sera dorénavant une œuvre religieuse mais aussi politique. La Mosquée de Damas a subi des influences byzantines pour les travaux qui furent effectués par des architectes et des artistes byzantins.
Les chapiteaux eux-mêmes, avec leur abaque en tronc de pyramide, étaient déjà utilisés à la période byzantine.